# ビーチクラフト ツイン・ボナンザ
ビーチクラフト ツイン・ボナンザ
モデルJ50 ツイン・ボナンザ
- 用途：汎用機
- 製造者：ビーチクラフト社
- 運用者：多数の個人ユーザー、事業者、政府機関など
- 初飛行：1949年11月15日
- 生産数：994機
- 生産開始：1951年

ビーチクラフト ツイン・ボナンザ (Beechcraft Twin Bonanza) は、ビーチ・エアクラフト社が開発した双発レシプロビジネス機。

## 概要
ビーチ・エアクラフト社は1945年に初飛行したボナンザが非常に好評で販売面でも成功であったことから、次には双発機ブームが起こるであろうことを予想し、ボナンザを双発機に発展させる計画を持った。これがツイン・ボナンザである。本機は6座席の双発軽飛行機として第二次世界大戦後のアメリカで初めて設計された航空機であり、1949年11月15日に初飛行を行った。
当時の同級機としてはエアロコマンダーなどがあり、これらに比較して速度性能やスマートさでは劣っていたが、堅牢性や信頼性によって根強い人気を保ち、大きな機体に小さなキャビン、2列のベンチシートに3名ずつ分かれて着座するという贅沢さから「空飛ぶキャディラック」と好評であった。また、アメリカ陸軍も軍用軽輸送機としてL-23 セミノール(Seminole)の名称で採用した。
1963年まで製造され、総生産数は994機。

## 機体構造
ボナンザの胴体を縦割りにして並行部材によって幅を広げ、そこに主翼内翼となる基準翼部分とエンジンナセルをリベットにて固定し、これに外翼としてボナンザの主翼（NACA23000シリーズ）をテンションボルトによって接合した。エルロンとフラップの割り付けは変更されている。エルロンは上下対称断面フリーズ型マグネシウム合金製。フラップは主翼ガイドレールに沿って繰り出されるシングルスロッテッド式計4枚を一個のモータから伸びたフレキシブルシャフトが駆動する。
胴体後部と尾翼は新しく設計されたが、複桁式に波板加工したアルミ外板、マグネシウム合金の昇降舵、方向舵という構成自体はボナンザ同様である。
主脚はオイルエアストラット式、一個のモータで前脚・主脚とも引き上げる仕組みである。完全に脚が引き込まれた状態でもタイヤの一部はエンジンナセル下部から顔を出しているが、脚上げ着陸時への配慮である。
エンジンナセルは増速排気管式を採用している。排気管から排出される高速ガスをオーグメンターチューブに放射しベンチュリー効果でカウリング内部の空気を排出する仕組みであって、出力に応じてエンジンカウル内の通気量が調節される為、カウルフラップはない。このことで気筒温コントロールの手間は軽減されたが、オーグメンターチューブは一種の笛でもあるため、エンジン排気音は大きい。
本機の耐空類別は書類上N類となっているが、機体強度としてはU類同等（過重倍数　制限4.4　終極6.6）をもっており、胴体を拡張した機体としては非常に堅牢である。

## 派生型

### 自然吸気モデル
モデル50（1952年）
米軍採用名L-23A。エンジンはライカミング社製GO435-C2(260hp/3400rpm)搭載。ビーチ社製2翅定速プロペラを装備するが、このプロペラはフェザーリングを電動モータにて行う特徴的なものであった。11機生産。
モデルB50（1953年）
米軍採用名L-23B。GO435-C2D6(260hp/3400rpm)エンジン搭載。99機生産。
モデルC50（1954年）
GO480-F8(275hp)エンジン搭載。250機生産
モデルD50（1956年）
米軍採用名L-23E（後にU-8Eに改称）。GO480-C2C6(295hp/3400rpm)エンジン搭載。一般的なハーツェル・プロペラ社製3翅プロペラに変更された。154機生産。
モデルD50A（1958年）
GO480-G2D6(295hp/3400rpm)エンジン搭載。44機生産。
モデルD50B（1959年）
38機生産　
モデルD50C（1960年）
64機生産
モデルD50E（1961）
47機生産。GO480-G2F6(295hp/3400rpm)エンジン搭載

### 過給機付きモデル

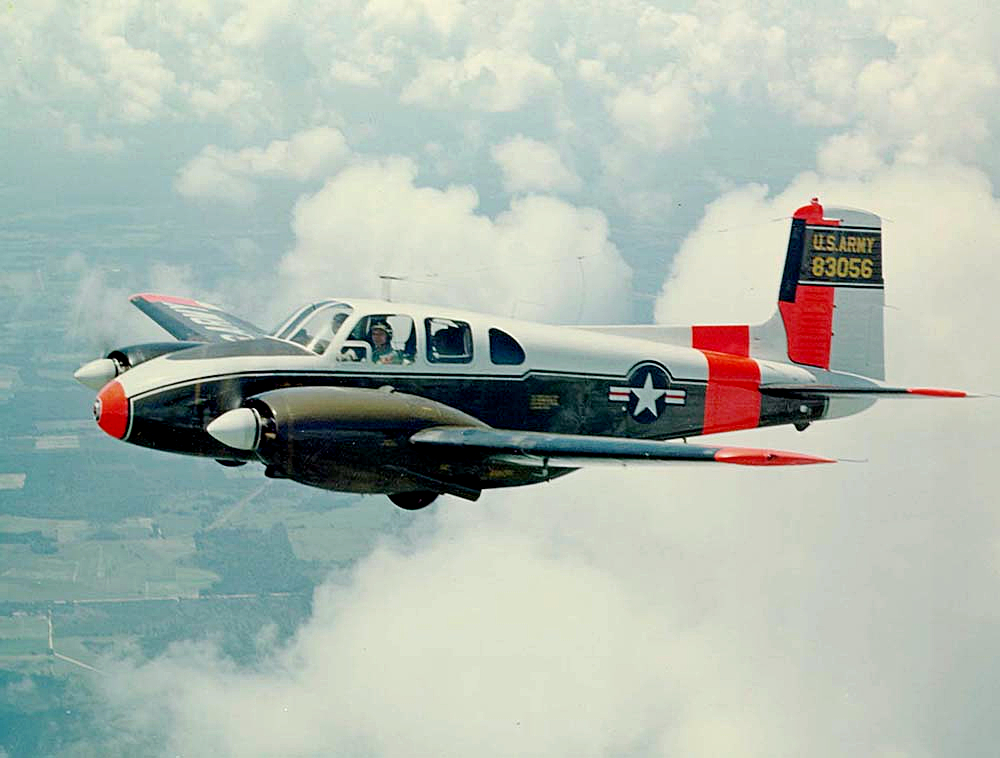
U-8D セミノール

モデルE50（1957年）　
米軍採用名L-23D（後にU-8Dに改称）。スーパーチャージャー過給機つきエンジン GSO480-B1B6(340hp/3400rpm)を搭載し高空性能を向上したモデル。従来のパイプ梯子式の引込乗降ステップを、ボックス階段状に形状変更し、2個の電動モータによるスライド引込に改良。70機生産。
モデルF50（1958年）
スーパーチャージャー過給機つきエンジン GSO480-B1B6(340hp/3400rpm)搭載。25機生産。
モデルG50（1959年）
燃料噴射式エンジン IGSO480-A1A6(340hp)を搭載。24機生産。
モデルH50（1960年）
胴体右側後部にエアステア標準装備、キャビンへのアクセス性が大幅に向上した。30機生産。
モデルJ50（1961～1963年）
燃料噴射式エンジン IGSO480-A1B6(340hp/3400rpm)搭載。27機生産。

## 採用国（軍用）
スイス
 チリ
 コロンビア
 アメリカ合衆国
 ウルグアイ

## 諸元（モデルE50）
- 全長：9.61 m
- 全幅：13.78 m
- 全高：3.51 m
- 翼面積：25.7 m2
- 空虚重量：2,270 kg
- 最大離陸重量：3,311 kg
- エンジン：ライカミング GSO480-B1B6 水平6気筒ピストンエンジン（340hp） × 2
- 最大速度：366 km/h=M0.30

- 実用上昇限度：9,144 m
- 航続距離：1,600 km
- ペイロード：乗客最大5名
- 乗員：2名